# メガネヤマネ
メガネヤマネ(Eliomys quercinus)は、ヨーロッパ原産のヤマネの一種である。

## 特徴

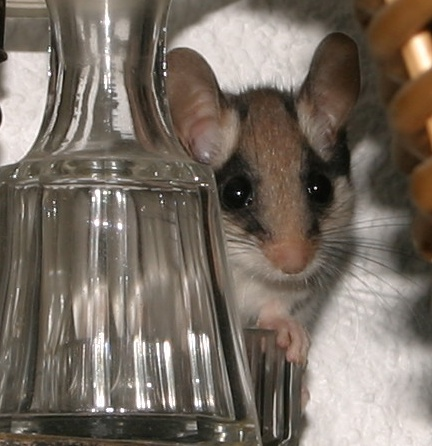
メガネヤマネ

色は灰色または茶色で、下部は白い。眼の周りの黒斑と大きな耳を持つ。毛は短く、尾の末端には白い房がある。頭胴長は通常10-15cmで、尾の長さは8-14.5cmである。体重は60-140gである。

## 分布と生息地
Garden dormouseという英名に反して、メガネヤマネの主な生息地は森林であるが、果樹園地帯でも見られる。ヨーロッパ南部では特に一般的だが、生息地は北方にも広がっている。アルプス山脈、バイエルンの森、エルツ山脈でもしばしば見られる。
北ドイツにも生息するが、大規模繁殖できるほどの個体数はない。オランダでは、ほぼ絶滅しており、2007年には、かつて生息が多かったリンブルフ州の2つの森林で、9匹しか見つからなかったことが研究者により報告された。彼らは、これが景観がますます単調になり、気候変動が原因で冬眠が阻害された結果であると示唆した。
この動物の適応性の限界に注目を集めるため、スイスの自然保護団体であるPro Naturaは、2022年にメガネヤマネを2022年の「アニマルオブザイヤー」の候補に選定した。同年、カメラトラップとSpurentunnel（インク溜りの方に動物を誘い込み足跡を残させるトンネル型の装置）を用いて、スイスのBüsserachで100年以上ぶりに確認された。

## 行動と生態

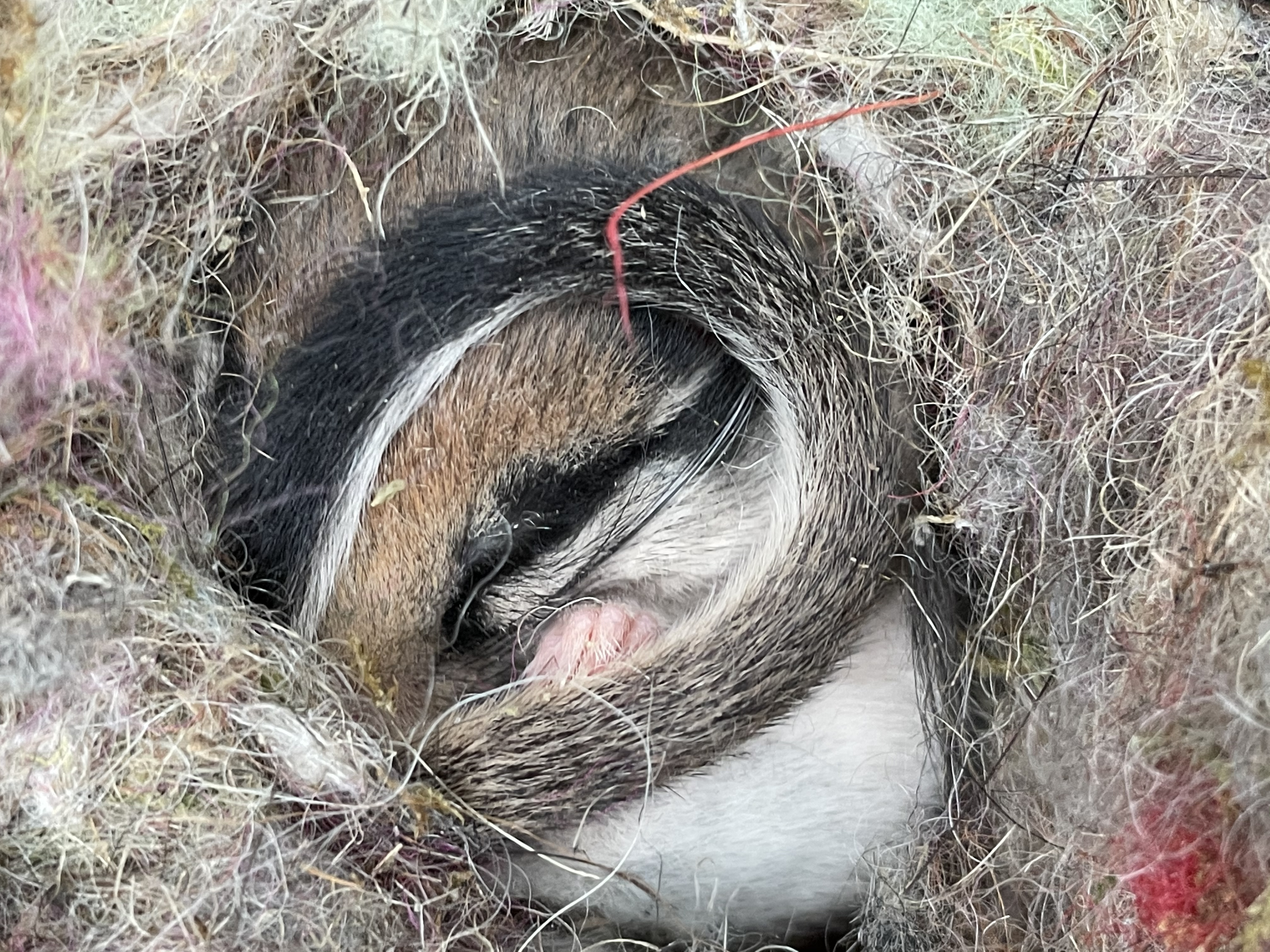
空の鳥の巣の中で眠るメガネヤマネ、ケルン（ドイツ）

主に夜行性で、日中は木に作った巣の中で眠る。時々、複数の個体が1つの巣の中で暮らすことがある。雑食性で、季節により昆虫やヤスデ等の節足動物やカタツムリ、また果実や種子等の植物の両方を餌とする。ヤマネの仲間の中では最も肉食性が強く、死体を含め、成鳥、爬虫類、両生類や小さな哺乳類も食べる。共食いも報告されている。
交尾期は、4月から6月まで続く。この時期に、メスは大声で鳴くことにより、自身の交尾の準備が整ったことを示す。23日間の妊娠期間の後に、3匹から7匹の幼体が産まれる。生まれた時は目が見えず、毛も生えていないが、生後約18日で目が開き、生後1か月になるまで親に育てられる。生後2か月で独立するが、性的成熟するのは翌年になってからである。寿命は、約5年間である。
シチリアでは、鉤頭動物の腸内寄生虫であるMoniliformis siciliensisの宿主である。

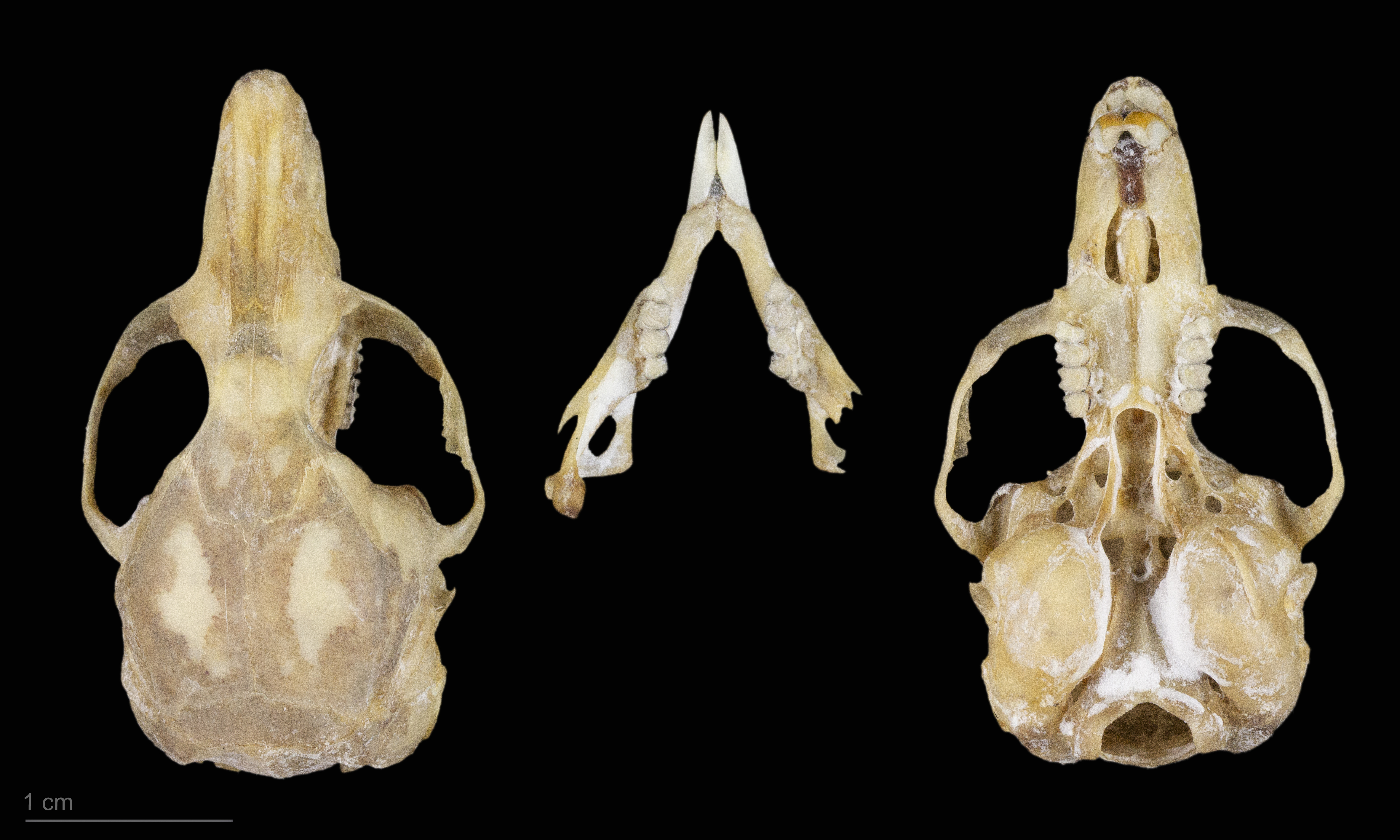
Eliomys quercinus

## 分類
地中海のいくつかの島には、全て希少であるが、それぞれ亜種が生息する。サルデーニャ(E. q. sardus)、シチリア(E. q. dichrurus)、リーパリ(E. q. liparensis)、バレアレス諸島(E. q. gymnesicus)、そしてフォルメンテラ島には、体が大きく尾が全て黒いことで知られる亜種(E. q. ophiusae)がいる。一方、西アジアや北アフリカでは、最近、独自の種であるEliomys melanurusに分離された。